# Apiogaster sanguinicollis
Apiogaster sanguinicollis là một loài bọ cánh cứng trong họ Cerambycidae.